# Тес-Хем
Тес-Хем (Тесийн Гол) (на монголски: Тэс; на монголски: Тэсийн гол) е река в Монголия, аймаците Хьовсгьол, Завхан и Увс и Азиатска Русия, Република Тува. Дължината ѝ е 757 km. Влива се от изток чрез голяма делта в езерото Убсу Нур в Монголия.
Река Тес-Хем води началото си от хребета Булай Нуру, на 2593 m н.в., в аймака Хьовсгьол, Монголия. Първите 220 km до устието на десния си приток Хусуин Гол протича през планински райони в тясна, на места каньоновидна долина със стръмни брегове и бързо течение. След това реката навлиза в североизточната част на Котловината на Големите езера (Убсунурската котловина) и става типично равнинна река, с малък наклон, бавно течение и ширина на коритото между 40 и 120 m. При село Тес аймака Завхан, Монголия завива на север и навлиза на територията на Русия – Република Тува. Заобикаля от изток и север пустинята Цугер Елис (Дугеер Елс), при село Шара Сур отново се завръща на територията на Монголия, аймака Увс и малко след това започва нейната обширна и заблатена делта, обрасла с тръстика. Влива се чрез няколко големи ръкава от североизток в езерото Убсу Нур, разположено на 758 m н.в.
Водосборният басейн на Тес-Хем обхваща площ от 30,9 хил. km2. Във водосборния басейн на реката попадат части от териториите на аймаците Хьовсгьол, Завхан и Увс в Монголия и Република Тува в Русия. На север, изток и югоизток водосборния басейн на реката гранича с водосборния басейн на река Енисей, а на юг и югозапад – с водосборните басейни на реки в Монголия, вливащи се в езерата Хиргис Нур и Убсу Нур.
Река Тас-Хем получава предимно десни притоци, като най-голям неин приток е река Ерзин (десен) 139 km, 4 390 km2, вливащ се при село Ерзин, Република Тува.
По течението на реката са разположени малко населени места: селата Баян Гол, Баян Ула (районен център) и Тес (районен център) в Монголия и село Ерзин (районен център) в Република Тува.
Почти по цялото си протежение река Тес-Хем протича през засушлива степна зона. Среден годишен отток при станция Самагалтай 56 m3/s. През лятото често се наблюдават прииждания на реката в резултата на поройни дъждове. През зимата замръзва.